# Vejčina
Vejčina (200 m n. m.) je vrch v okrese Mělník Středočeského kraje. Leží asi 1,5 km jihozápadně od obce Dolní Beřkovice, vrcholem na katastrálním území Dolních Beřkovic, svahy na území vsi Vliněves a obce Cítov.

## Geomorfologické zařazení
Geomorfologicky vrch náleží do celku Dolnooharská tabule, podcelku Řipská tabule, okrsku Krabčická plošina, podokrsku Hornobeřkovická plošina a Krabčické části.